# Guido Cominotto
Guido Cominotto (Mestre, 4 ottobre 1901 – 9 marzo 1967) è stato un mezzofondista e velocista italiano.

## Biografia
Prese parte ai Giochi olimpici di Parigi 1924 come membro, insieme a Luigi Facelli, Alfredo Gargiullo ed Ennio Maffiolini, della staffetta 4×400 metri che conquistò la sesta posizione.
Nel 1928 partecipò ai Giochi olimpici di Amsterdam: non raggiunse la fase finale degli 800 metri piani e non si qualificò nemmeno nella staffetta 4×400 metri, che corse insieme a Giacomo Carlini, Luigi Facelli ed Ettore Tavernari.

## Palmarès
| Anno | Manifestazione  | Sede      | Evento      | Risultato | Prestazione | Note |
| ---- | --------------- | --------- | ----------- | --------- | ----------- | ---- |
| 1924 | Giochi olimpici | Parigi    | 4×400 m     | 6º        | 3'28"0      |      |
| 1928 | Giochi olimpici | Amsterdam | 800 m piani | Batteria  | 2'02"4      |      |
| 1928 | Giochi olimpici | Amsterdam | 4×400 m     | Batteria  | 3'22"6      |      |

## Campionati nazionali
- 2 volte campione italiano assoluto nei 400 metri piani (1922 e 1923)
- 4 volte campione italiano assoluto nei 800 metri piani (1922, 1923, 1924 e 1926)
- 2 volte campione italiano assoluto nella staffetta 4×400 metri (1927 e 1928)
- 1 volta campione italiano assoluto nella staffetta 4×1500 metri (1927)

1922
- Oro ai campionati italiani assoluti, 400 m piani - 51"2/5
- Oro ai campionati italiani assoluti, 800 m piani - 1'57"35

1923
- Oro ai campionati italiani assoluti, 400 m piani - 51"0
- Oro ai campionati italiani assoluti, 800 m piani - 2'00"0

1924
- Oro ai campionati italiani assoluti, 800 m piani - 1'57"4/5
- Argento ai campionati italiani assoluti, 400 m piani - 50"2/5

1926
- Oro ai campionati italiani assoluti, 800 m piani - 2'01"1/5
- Argento ai campionati italiani assoluti, 400 m piani

1927
- Oro ai campionati italiani assoluti, staffetta 4×400 m - 3'27"0 (con Giacomo Carlini, Giovanni Garaventa e Alfredo Gargiullo)
- Oro ai campionati italiani assoluti, staffetta 4×1500 m - 17'15"1/5 (con Luigi Boero, Giovanni Garaventa e Giulio Ottolia)

1928
- Oro ai campionati italiani assoluti, staffetta 4×400 m - 3'27"0 (con Giacomo Carlini, Giovanni Garaventa e Ugo Vianello)